# Palau Soccer League
De Paulau Soccer League is de hoogste voetbaldivisie van het eiland Palau. Wegens het lage niveau van de teams in Palau spelen er maar vijf teams in de competitie. De competitie werd opgericht in 2004.

## Deelname
Enkel bekende deelnames is weergegeven.